# 3p
3p (izg. trip) je tretji studijski album slovenske blues rock skupine Hamo & Tribute 2 Love, ki je izšel februarja 2017 v obliki LP vinilne plošče. Podobno kot pri predhodniku Pol je nekaj mesecev kasneje izšla še razširjena CD verzija. Novembra je tako izšla še verzija albuma na CD-ju z nekaj novimi pesmimi in s spremenjenim vrstnim redom starih.
Skupina je album predstavila 16. febuarja v Kinu Šiška, kjer je bilo prodanih več kot 500 izvodov vinilnih plošč albuma. Zaradi dobrega odziva javnosti je bilo album nekaj časa mogoče zastonj naložiti s spletne strani skupine.

## Kritični odziv
Za Rockline je Aleš Podbrežnik napisal dve recenziji, za vsak format albuma posebej. Za LP izdajo, ki je izšla prej, je zapisal: "Album nikakor ni glasbeni presežek, ko ga postaviš ob bok svetovni zgodovini rock'n'rolla in bluesa. Je celo hitro pozabljiv in nepomemben. Drugo je, ko ga meriš z dometom domače glasbe. V tem oziru gre za zelo kvaliteten izdelek, za katerem stoji ekipa izvrstnih in izkušenih glasbenikov, ki ne obvladujejo svojega posla zgolj z rutino, pač pa z jedrnato glasbeno vizijo, iz katere je moč hipoma razbrati, da vedo kaj delajo in vedo kaj želijo ustvariti." LP izdajo je ocenil s tremi in pol zvezdicami, CD izdajo pa s štirimi – pri slednji je pohvalil zamenjan vrstni red skladb.

## Seznam pesmi

### LP izdaja
Vso glasbo sta napisala Matevž Šalehar - Hamo in Denis Horvat, vsa besedila pa je napisal Hamo.
| Stran ena | Stran ena          | Stran ena |
| Št.       | Naslov             | Dolžina   |
| --------- | ------------------ | --------- |
| 1.        | „Vreme za lubezen‟ | 4:35      |
| 2.        | „Zabluzu‟          | 3:17      |
| 3.        | „Govori mi grdo‟   | 3:15      |
| 4.        | „Uspavanka‟        | 5:10      |

| Stran dve | Stran dve    | Stran dve |
| Št.       | Naslov       | Dolžina   |
| --------- | ------------ | --------- |
| 1.        | „Gospod‟     | 4:50      |
| 2.        | „Ona gre‟    | 4:13      |
| 3.        | „Ti in mraz‟ | 5:20      |
| 4.        | „Telo‟       | 2:35      |

### CD izdaja
Vso glasbo sta napisala Matevž Šalehar - Hamo in Denis Horvat, vsa besedila pa je napisal Hamo.
| Št. | Naslov                                                | Dolžina |
| --- | ----------------------------------------------------- | ------- |
| 1.  | „Vreme za lubezen‟                                    | 4:35    |
| 2.  | „Govori mi grdo‟                                      | 3:15    |
| 3.  | „Gospod‟                                              | 4:50    |
| 4.  | „Ona gre‟                                             | 4:13    |
| 5.  | „Ti in mraz‟                                          | 5:20    |
| 6.  | „Tud za naju dva‟                                     | ???     |
| 7.  | „Prepovedana tla‟                                     | ???     |
| 8.  | „Zabluzu‟                                             | 3:17    |
| 9.  | „Telo‟                                                | 2:35    |
| 10. | „Uspavanka‟ (vsebuje skrito pesem "Dolgo nisva pila") | ???     |

## Zasedba

### Hamo & Tribute 2 Love
- Matevž Šalehar - Hamo — vokal, kitara, ustna harmonika, spremljevalni vokal
- Denis Horvat - Duki — klaviature, kitara, spremljevalni vokal
- Uroš Primožič - Spretan — kitara
- Uroš Škerl Kramberger - Hipi — bas kitara, spremljevalni vokal
- Martin Janežič - Buco — bobni, tolkala, spremljevalni vokal

### Ostali glasbeniki
- Renata Mohorič — vokal ("Tud za naju dva")
- Rudi Bučar — vokal ("Dolgo nisva pila"), spremljevalni vokal
- Maša Bogataj — spremljevalni vokal

### Tehnično osebje
- Drago Popovič — produkcija